# NGC 5399
NGC 5399 је спирална галаксија у сазвежђу Ловачки пси која се налази на NGC листи објеката дубоког неба.
Деклинација објекта је + 34° 46' 24" а ректасцензија 13h 59m 31,2s. Привидна величина (магнитуда) објекта NGC 5399 износи 14,0 а фотографска магнитуда 14,8. NGC 5399 је још познат и под ознакама UGC 8912, MCG 6-31-39, CGCG 191-27, IRAS 13573+3500, PGC 49799.